# Division 1 2003-2004 (calcio a 5)
La Division 1 2003-2004 è stata la 13ª edizione della massima serie del campionato belga di calcio a 5. Organizzata dalla URBSFA/KBVB, la stagione regolare è iniziata il 5 settembre 2003 e si è conclusa il 23 aprile 2004, prolungandosi fino al 14 maggio con la disputa dei play-off. La competizione è stata vinta per la quinta volta dall'Action 21.

## Stagione regolare

### Classifica
|                   | Pos. | Squadra            | Pt | G  | V  | N | P  | GF  | GS  | DR   |
| ----------------- | ---- | ------------------ | -- | -- | -- | - | -- | --- | --- | ---- |
| Belgio (bandiera) | 1.   | Action 21          | 73 | 26 | 24 | 1 | 1  | 237 | 57  | +180 |
|                   | 2.   | Kickers Charleroi  | 70 | 26 | 23 | 1 | 2  | 196 | 64  | +132 |
|                   | 3.   | TLR Anversa        | 51 | 26 | 16 | 3 | 7  | 169 | 99  | +70  |
|                   | 4.   | Borgerhout         | 45 | 26 | 13 | 6 | 7  | 120 | 98  | +22  |
|                   | 5.   | Lommel             | 41 | 26 | 13 | 2 | 11 | 119 | 98  | +21  |
|                   | 6.   | CP Hasselt         | 41 | 26 | 12 | 5 | 9  | 93  | 84  | +9   |
|                   | 7.   | ESB Bocholt        | 40 | 26 | 13 | 1 | 12 | 131 | 137 | -6   |
|                   | 8.   | Houthalen-Genk     | 33 | 26 | 10 | 3 | 13 | 99  | 110 | -11  |
|                   | 9.   | Junkie's Frameries | 33 | 26 | 10 | 3 | 13 | 91  | 139 | -48  |
|                   | 10.  | Juventini Beyne    | 39 | 26 | 8  | 5 | 13 | 89  | 123 | -34  |
|                   | 11.  | GDL Châtelet       | 26 | 26 | 8  | 2 | 16 | 105 | 141 | -36  |
|                   | 12.  | Isola Hoeselt      | 21 | 26 | 5  | 6 | 15 | 77  | 131 | -54  |
|                   | 13.  | Rekem              | 19 | 26 | 6  | 1 | 19 | 104 | 142 | -38  |
|                   | 14.  | Oostkamp           | 4  | 26 | 1  | 1 | 24 | 65  | 272 | -207 |

### Verdetti
- Action 21 campione del Belgio 2003-04 e qualificato alla Coppa UEFA.
- Oostkamp e Rekem retrocessi in Division 2 2004-05.
- Juventini Beyne non iscritto alla Division 1 2004-05.

## Play-off

### Semifinali

#### Andata
| 28 aprile 2004                                                     | Borgerhout | 1 – 5 (1-3) referto                         | Action 21 |  |
| Boujouh 13’ Marcatori 12’ , 24’ Éder 19’ Rosa 20’ Henrique 37’ Leo |            |                                             |           |  |
|                                                                    |            |                                             |           |  |
| Boujouh 13’                                                        | Marcatori  | 12’, 24’ Éder 19’ Rosa 20’ Henrique 37’ Leo |           |  |

| 30 aprile 2004                                                                | TLR Anversa | 1 – 6 (1-4) referto                                | Kickers Charleroi |  |
| Ben Kaddour 7’ Marcatori 10’ , 18’ Davi 13’ Zico 15’ , 31’ Almeida 27’ Kélson |             |                                                    |                   |  |
|                                                                               |             |                                                    |                   |  |
| Ben Kaddour 7’                                                                | Marcatori   | 10’, 18’ Davi 13’ Zico 15’, 31’ Almeida 27’ Kélson |                   |  |

#### Ritorno
| 5 maggio 2004 | Kickers Charleroi | 11 – 1 (4-0) referto | TLR Anversa |  |

| 7 maggio 2004 | Action 21 | 9 – 6 (5-3) referto                        | Borgerhout |  |
| Éder 2’ , 24’ , 35’ Marcelinho 3’ Vanderlei 11’ , 34’ Eli 17’ , 18’ Henrique 35’ Marcatori 5’ , 9’ , 16’ , 39’ , 40’ El Haoual 39’ Hzaïne |           |                                            |            |  |
| |           |                                            |            |  |
| Éder 2’, 24’, 35’ Marcelinho 3’ Vanderlei 11’, 34’ Eli 17’, 18’ Henrique 35’                                                              | Marcatori | 5’, 9’, 16’, 39’, 40’ El Haoual 39’ Hzaïne |            |  |

### Finale

#### Andata
| 12 maggio 2004                                                                       | Kickers Charleroi | 5 – 4 (2-0) referto             | Action 21 |  |
| Liliu 12’ , 27’ Alex 17’ , 34’ Kélson 29’ Marcatori 28’ , 29’ Eli 35’ Éder 38’ Erick |                   |                                 |           |  |
|                                                                                      |                   |                                 |           |  |
| Liliu 12’, 27’ Alex 17’, 34’ Kélson 29’                                              | Marcatori         | 28’, 29’ Eli 35’ Éder 38’ Erick |           |  |

#### Ritorno
| 14 maggio 2004                                                 | Action 21 | 3 – 1 (2-1) referto | Kickers Charleroi |  |
| Marcelinho 17’ Vanderlei 20’ Leandro 38’ Marcatori 14’ Almeida |           |                     |                   |  |
|                                                                |           |                     |                   |  |
| Marcelinho 17’ Vanderlei 20’ Leandro 38’                       | Marcatori | 14’ Almeida         |                   |  |